# Венденбергова пушка
Венденбергова пушка (енгл. Vandenburgh Volley Gun) била је брзометно вишецевно ватрено оружје, које се користило у Америчком грађанском рату (1861-1865).

## Историја
Средином 19. века вршени су покушаји да се брзина гађања ватреног оружја повећа израдом специјалних оруђа са више пушчаних цеви. По броју цеви, њиховом распореду, калибру и начину пуњења и опаљења била су врло различита. У Америчком грађанском рату (1861-1865) употребљавана су три таква оруђа: Белихгхерстова пушка, Венденбергова пушка и Гетлингов топ.
Венденбергова пушка (енгл. Vandenburgh Volley Gun) имала је 85-450 цеви у овалном блоку. У затварач се смештало (у посебне коморе) толико метака колико је било цеви. Када се затварач затворио, меци су долазили према одговарајућим шупљинама цеви. Све цеви су се једновремено опаљивале.